# Flemming Preisler
Flemming Preisler (født 1946 på Frederiksberg) er direktør og er gift med Lene Preisler og har to børn.

## Pigtrådsmusiker
I 1960’erne levede Flemming Preisler et liv som feteret pigtrådsmusiker blandt andet i bandet Les Rivals, der turnerede i hele Norden og endda opnåede at blive udråbt til de danske Beatles på forsiden af Se & Hør. 
Bandet startede helt fra bunden uden at eje noget som helst, og måtte arbejde sig op derfra, og de skilte sig ud med deres lange hår og nye musik, noget som familierne så på med stigende angst fra sidelinien. Det var specielt i den periode, at Flemming Preisler udviklede en fleksibilitet i forhold til andre mennesker. 
Men Flemming Preisler kom ned af scenen igen. Efter at have spillet med Peter Belli & Les Rivals og senere i bandet Caravan, lagde han elbassen på hylden i 1970. Rockkarrieren fyldte på det tidspunkt så meget, at han måtte vælge mellem musikken eller en uddannelse. 

## Direktør
Det blev cand.polit.-studiet, der vandt, og det førte til, at han allerede som 29-årig – efter tre år i Håndværksrådet – kunne skrive under på sin første direktørkontrakt i Dansk VVS, hvilket gjorde ham til landets yngste direktør for en arbejdsgiverorganisation. Da Dansk VVS og ELFO i 2002 dannede TEKNIQ, indtrådte Flemming Preisler som direktør i det nye TEKNIQs direktion.
Han har altid vist stor respekt for håndværksmestre og deres vilje til at fighte for deres virksomhed dag og nat, også når resultaterne lader vente på sig. Fascinationen af håndværkerkulturen og det politiske arbejde har været medvirkende til, at Flemming Preisler nu i snart 30 år har haft installationsbranchen som sin hjemmebane.
I de senere år har Flemming Preisler igen fundet bassen frem, og spiller i dag i bandet The Caravans.
Flemming Preisler er i 2009 benådet med Dannebrogsordenen.

### Karriere
- Håndværksrådet 1973-1976
- Administrerende direktør for Dansk VVS 1976-2001
- Direktør i TEKNIQ 2002-2008

### Tillidshverv
- Konkurrencerådet (2006-2010)
- Uddannelsesrådet for arbejdsmarkedsuddannelser 1993-2000
- Det Tekniske Sikkerhedsråd 2000-2007
- Lægdommer i Ankestyrelsen ( 2006-

## Eksterne referencer
- TEKNIQ Installatørernes Organisation Arkiveret 1. november 2020 hos  Wayback Machine
- The Caravans (Webside ikke længere tilgængelig)